# SN 2002ba
SN 2002ba – supernowa odkryta 15 lutego 2002 roku w galaktyce A051437-4907. W momencie odkrycia miała maksymalną jasność 23,60m.